# فوهررريزيرف

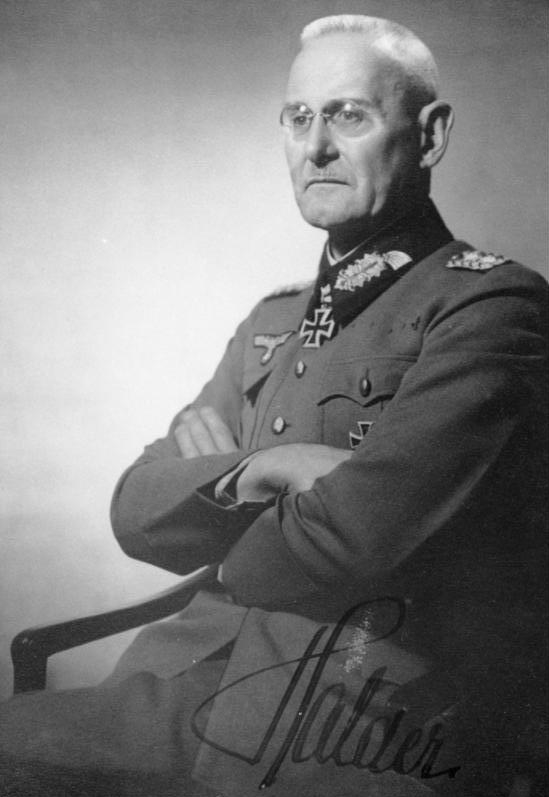

تم إنشاء فوهررريزيرف («احتياطي القادة» أو احتياطي الضباط) في القوات المسلحة الألمانية خلال الحرب العالمية الثانية في عام 1939 كمجموعة من كبار الضباط العسكريين غير المشغليين مؤقتًا في انتظار مهام جديدة. كان لكل من الفروع العسكرية المختلفة ومجموعات الجيش تجمعاتهم الخاصة التي يمكنهم استخدامها حسب ما يرونه مناسبًا. كان يُطلب من الضباط البقاء في مراكزهم المخصصة وأن يكونوا متاحين لرؤسائهم، لكنهم لم يتمكنوا من ممارسة أي وظيفة قيادية، وهو ما يعادل التقاعد المؤقت مع الاحتفاظ بهم كاحتياط للجيش. على وجه الخصوص في النصف الثاني من الحرب، تم تعيين المزيد والمزيد من الضباط السياسيين المشاغبين أو المزعجين أو غير المؤهلين عسكريا إلى فوهررريزيرف.

## علم أصول الكلمات
لا يشير الاسم إلى أدولف هتلر. يشير الجزؤ الأول من الكلمة، الفوهرر، بصيغة الجمع إلى الأعضاء أنفسهم كضابط احتياطي (القادة). لا يتم استخدام فوهرر بشكل حصري للإشارة إلى أن هذا كان احتياطيًا خاصا لهتلر.

## أمثلة على الأعضاء
- تم نقل الميجور كارل أغسطس مينيل إلى فوهررريزيرف في 1 أغسطس 1942 لأنه في 13 يناير 1942 كتب تقريرًا نقديًا للجنرال هيرمان راينكي حول الفصل وإعدام أسرى الحرب السوفييت (بالألمانية: russische Kriegsgefangene) في معسكر السجن ستالاج السابع-إيه على يد الغيستابو والشرطة الأمنية الألمانية (خدمة الأمن) لزعيم الرايخ إس إس ( هاينريش هيملر ). [1] يقع ستالاج السابع-إيه شمال موسبورغ، وهي بلدة بافارية قريبة من ميونيخ.

- قام جورج توماس، رئيس مكتب الاقتصاد العسكري والتسلح في القيادة العليا للقوات المسلحة (OKW)، بدور أساسي في رسم سياسة التجويع للأراضي الشرقية المحتلة. نُقل إلى احتياطي الضباط في 20 نوفمبر 1942 وألقي القبض عليه بعد محاولة اغتيال هتلر في 20 يوليو 1944 بسبب اتصالاته مع المقاومة.

- خطط فرانز هالدر، رئيس الأركان العامة للجيش (OKH)، لعمليات الجيش من 1939 إلى 1941. تم فصله في عام 1942 ونقل إلى احتياطي الضباط. بعد محاولة اغتيال هتلر في 20 يوليو 1944، ظهر تورطه في مؤامرة في عام 1938، مما أدى إلى اعتقاله وسجنه في محتشد اعتقال فلوسنبرج في بافاريا. أطلقت القوات الأمريكية سراحه في مايو 1945.

- أصبح فالتر فون براوتشيتش القائد الأعلى للجيش في عام 1938 وشارك بشكل حاسم في التخطيط لعملية بربروسا عام 1941. فصله هتلر في 19 ديسمبر 1941 بسبب الهزيمة العسكرية الألمانية في موسكو . ونُقل إلى احتياطي الضباط.